# Lucignolo (film)
Lucignolo è un film del 1999 diretto ed interpretato da Massimo Ceccherini, con Alessandro Paci e Claudia Gerini.

## Trama
Lucio, un giovane egoista, cattivo e scapestrato dai capelli rossi, conduce una vita caratterizzata da abitudini precise: si alza non prima delle tre del pomeriggio, tratta malissimo i poveri genitori (la mamma in particolare) per poi recarsi al bar dietro l'angolo per frequentare un amico più strano dell'altro, tra cui Pino, anch'egli senza lavoro e altrettanto bizzarro (indossa sempre la camicia dello stesso colore del copridivano di casa sua). Insieme cercano invano di trovarsi una ragazza da amare, fino a cercare di approcciare una prostituta che, per una battuta di troppo di Lucio, respinge i due.
Egli, che ha un'incontrollabile abitudine autoerotica, ogni notte ha l'incubo di essere processato in tribunale (avente come avvocato difensore per i suoi ''crimini'' il suo idolo e maestro dell'erotico Tinto Brass) per la sua lussuria e il cattivo carattere nei confronti dei genitori. Un giorno Lucio è chiamato a sostituire la sorella che lavora in una casa di cura. La direttrice Fatima vorrebbe mettere su un piccolo spettacolo teatrale ma ha bisogno di una persona esperta che lo organizzi e offre un compenso di  ₤ 5.000.000. Lucio convince Pino a fingersi attore, il celebre "Pino De Bernardis", per ottenere l'incarico di organizzare lo spettacolo e dividere con lui il compenso. Pino si presenta alla casa di cura e, nonostante sia ubriaco, ottiene l'incarico interpretando un simpatico Pinocchio.
Una sera Pino invita Fatima a cena (nonostante si sia finto malato di ascesso davanti al padre), ma dopo alcuni minuti sopraggiunge il padre che aveva deciso di passare una serata con la sua nuova compagna sudamericana e il di lei figlio, al che si uniscono al tavolo Pino e Fatima. Dopo altri minuti sopraggiunge anche Lucio, che non si rassegna a perdere un'occasione per fare buona impressione su Fatima e si unisce a loro per parlare in privato con Pino.
Durante la cena Lucio capisce che il figlio della signora sudamericana è in realtà un viado, perché riconosce in lui le fattezze della prostituta che avevano incontrato alcune sere prima, per cui fa delle velate battute sul suo conto, il viado però non la prende bene e, inscenando un brindisi per la mamma, getta il vino addosso a Lucio. Dopo la cena Pino, Fatima e Lucio si ritrovano a chiacchierare in riva al fiume Arno, con Lucio che tenta prima di far colpo su Fatima, ma che poi cede alla stanchezza e si addormenta su una panchina, mentre Pino e Fatima si allontanano.
Lucio si risveglia la mattina seguente per recarsi al lavoro, ma nessuno lo saluta: Fatima ha scoperto che Pino ha mentito dicendo di essere attore, ma che è comunque stato molto più onesto e sincero di Lucio, che viene subito licenziato come alternativa alla denuncia per truffa. La notte seguente, Lucio sogna nuovamente di essere processato per truffa e nel sogno, il giudice fa entrare alcune escort danzanti e infine anche Fatima, che inizialmente irrequieta nei confronti dell'imputato Lucio, confessa poi di essersi innamorata di lui. Lucio viene assolto e viene nominato campione del mondo dalla giuria, in quanto ha raggiunto un numero spropositato di azioni autoerotiche. Soddisfatto di questo finale immaginario, Lucio si propone di continuare il sogno per sempre.